# Hemigasteraceae
Hemigasteraceae is een botanische naam, voor een familie van schimmels.
Het is een kleine familie, in de orde Agaricales: de familie telt slechts één geslacht, namelijk Hemigaster.